# Impianto elettrico

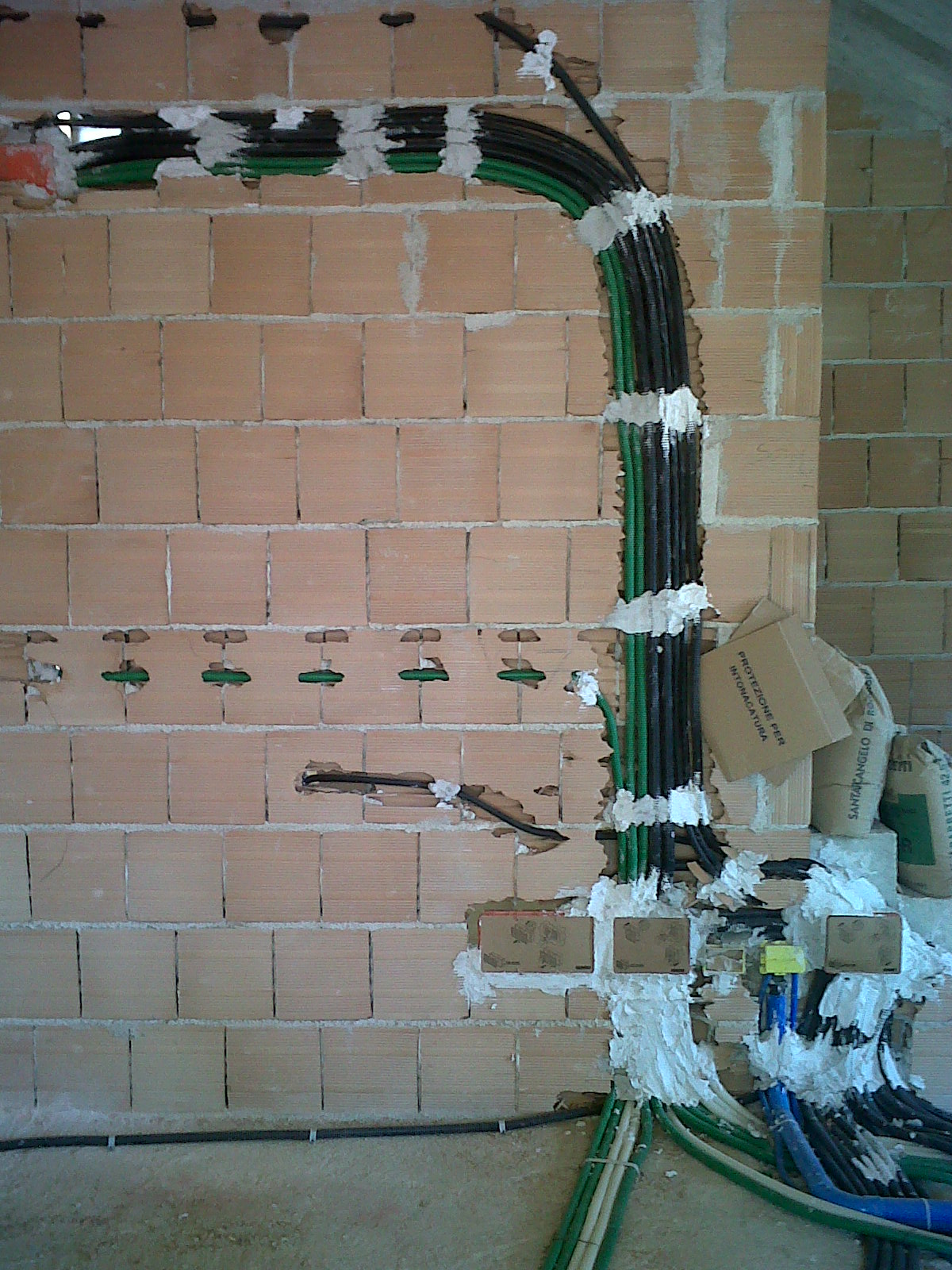
Tubi corrugati dell'impianto elettrico su una parete

Per impianto elettrico si intende il complesso di componenti elettrici aventi caratteristiche elettriche fra di loro coordinate, realizzato al fine di soddisfare un determinato scopo (alimentazione elettrica di un appartamento, di un complesso industriale, di una macchina utensile, ecc.). Fanno parte dell’impianto elettrico tutti i componenti elettrici non alimentati tramite prese a spina e anche gli apparecchi utilizzatori fissi alimentati tramite prese a spina, ma destinate unicamente all'alimentazione di detti apparecchi
.
Di fatto, l’impianto elettrico è l’impianto utilizzatore che normalmente comprende i circuiti di distribuzione, i circuiti terminali, le apparecchiature di protezione, sezionamento e comando, i quadri elettrici, le prese a spina per l’allacciamento degli utilizzatori mobili. Gli impianti elettrici realizzati mediante una attenta progettazione, una corretta installazione e periodica manutenzione garantiscono:
- la protezione delle persone e dei beni;
- il corretto funzionamento in conformità all’uso previsto[2].

## Descrizione
Generalmente ha origine nel punto di fornitura, che è il punto di prelievo in cui il fornitore mette a disposizione l'energia elettrica. Nel caso di autoproduzione, il punto di fornitura è identificato nei morsetti di uscita del generatore o del trasformatore, se esistente. I componenti elettrici facenti parte dell'impianto elettrico possono essere identificati a titolo esemplificativo ma non esaustivo nei cavi elettrici e nelle relative conduttore di protezione, nelle cassette di derivazione, negli interruttori, nelle prese, nei dispositivi di protezione ecc.
Esistono due grandi categorie di impianti elettrici: quelli ad uso civile e quelli ad uso industriale. I primi sono realizzati nelle abitazioni private e nei luoghi di pubblico accesso come scuole e ospedali; i secondi sono realizzati nei complessi industriali e di produzione e sono utilizzati per alimentare il macchinario industriale.

## Problemi e protezioni

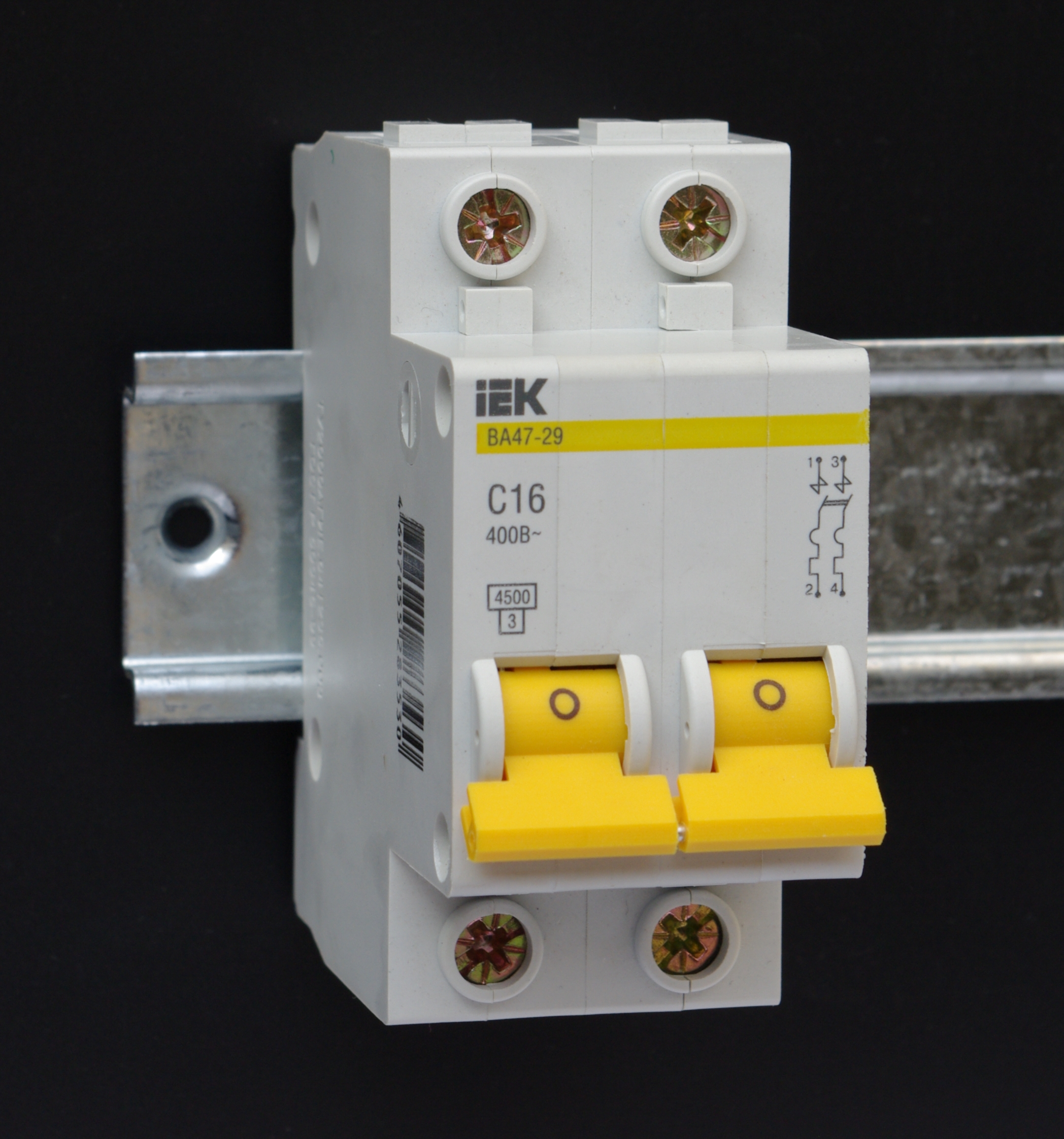
Interruttore magnetotermico contro sovraccarico e cortocircuito

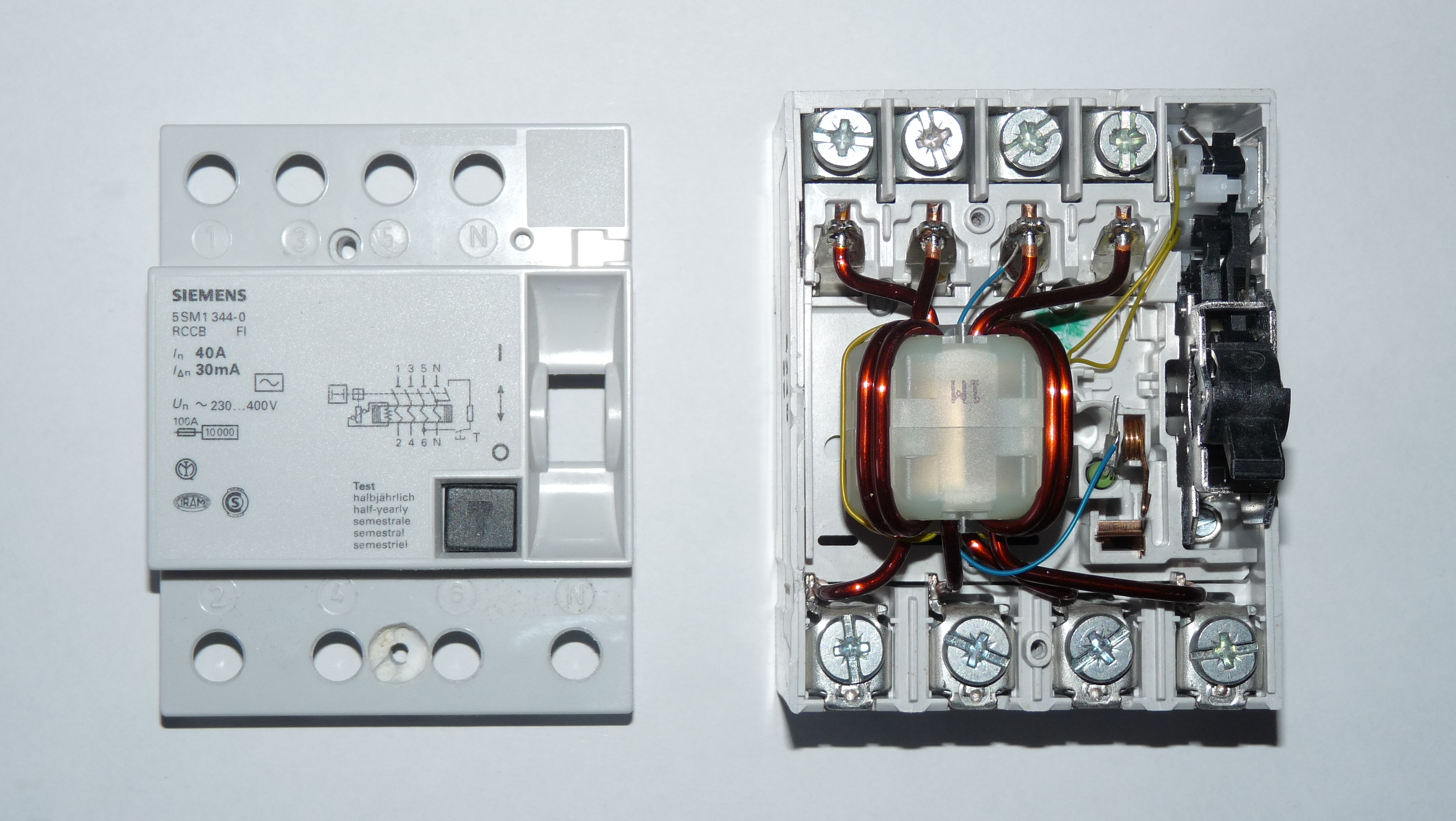
Interruttore differenziale contro la dispersione elettrica

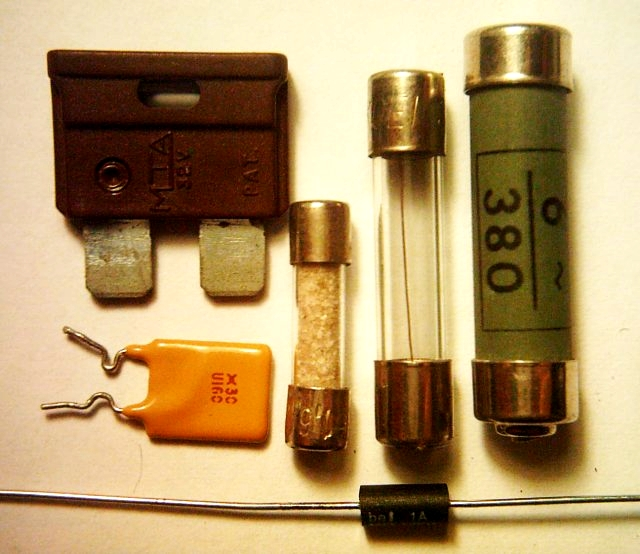
Fusibili contro le sovracorrenti

Simbolo della messa a terra

Negli impianti elettrici possono verificarsi guasti o malfunzionamenti. Le principali situazioni anomale in cui un impianto elettrico si può trovare sono:
- cortocircuito: problema dovuto a un difetto d'isolamento (impianto guasto), che danneggia le apparecchiature e indirettamente le persone;
- dispersione elettrica: problema dovuto a un difetto d'isolamento (impianto guasto), che danneggia le persone;
- sovraccarico: problema dovuto a un dimensionamento sbagliato dei conduttori o a carichi troppo elevati (impianto sano), che deteriora le apparecchiature e può portare, nel tempo, a cortocircuiti e dispersioni;
- sovratensione: problema dovuto a un fulmine o a un altro effetto fisico indesiderato che danneggia le apparecchiature.

Per evitare che questi eventi producano danni alle persone o alle cose, devono essere installati appositi apparecchi di protezione. I principali apparecchi sono:
- interruttore magnetotermico: è un dispositivo per la protezione dell'impianto, che integra sia una protezione magnetica per i cortocircuiti, sia una protezione termica per i sovraccarichi;
- interruttore differenziale (nel linguaggio corrente conosciuto come "salvavita")[3]: è un dispositivo per la protezione delle persone, che protegge dalle dispersioni elettriche;
- interruttore magnetotermico differenziale: è un dispositivo per la protezione di impianto e persone, che in uno stesso dispositivo integra le tre protezioni, magnetica, termica e differenziale;
- fusibile: è un dispositivo per la protezione contro le sovracorrenti, negli impianti domestici è utilizzato quasi esclusivamente per la protezione di piccoli utilizzatori come alimentatori per impianti citofonici o trasformatori per campanelli, in ambito industriale trova impiego comune nella protezione dei motori contro i cortocircuiti; dev'essere sostituito ogni volta che interviene;
- scaricatore: è un dispositivo per la protezione dell'impianto, che protegge dalle sovratensioni.
- salvamotore: è un interruttore magnetotermico specifico per la protezione dei motori contro sovraccarichi e cortocircuiti, con soglia d'intervento termico tarabile; spesso è sostituito da un interruttore termico per motori abbinato a fusibili.

Inoltre, perché gli interruttori differenziali possano funzionare adeguatamente devono essere coordinati con un impianto di messa a terra, ma il loro utilizzo è indispensabile (oltre che obbligatorio) anche negli impianti che ne sono privi.

## Corrente di impiego
La corrente di impiego {\displaystyle I_{B}} è quel valore di intensità di corrente a cui è sottoposto un impianto elettrico durante il suo normale funzionamento. Il calcolo della corrente di impiego è particolarmente importante per il corretto dimensionamento dei cavi elettrici dell'impianto, infatti a causa dell'effetto Joule la potenza elettrica trasmessa dai conduttori viene in parte dissipata in calore, oltre ad essere assorbita dai carichi elettrici collegati all'impianto. Questo fenomeno provoca un aumento della temperatura dei cavi elettrici e il deterioramento dell'isolante elettrico. In generale allora:
{\displaystyle I_{B}={\frac {P}{V\,\eta }}\,k_{u}\,k_{c}}
dove {\displaystyle P} è la potenza attiva assorbita dai carichi, {\displaystyle V} è la tensione nominale dell'impianto, {\displaystyle \eta } il rendimento dei carichi collegati, {\displaystyle k_{u}} il fattore di utilizzazione e {\displaystyle k_{c}} il fattore di contemporaneità.

## Normativa
Le disposizioni di origine legislativa e di normazione tecnica relative alla progettazione, alla costruzione, alla manutenzione e conduzione degli impianti elettrici, hanno lo scopo di proteggere le persone e le cose dal rischio di elettrocuzione, dal rischio di incendio e di esplosione. In genere si basano su disposizioni di ordine generale emanate da organizzazioni di produzione normativa a livello internazionale e successivamente adottate o recepite con o senza modifiche a livello nazionale. In ambito legislativo ne sono esempio le direttive di origine europea successivamente recepite dalle singole legislazioni nazionali e in ambito di normazione tecnica, le norme tecniche prodotte dalla Commissione elettrotecnica internazionale (IEC) e dal Comitato europeo per la normalizzazione elettrotecnica (CENELEC) successivamente adottate dagli enti di normazione nazionale.

### Italia

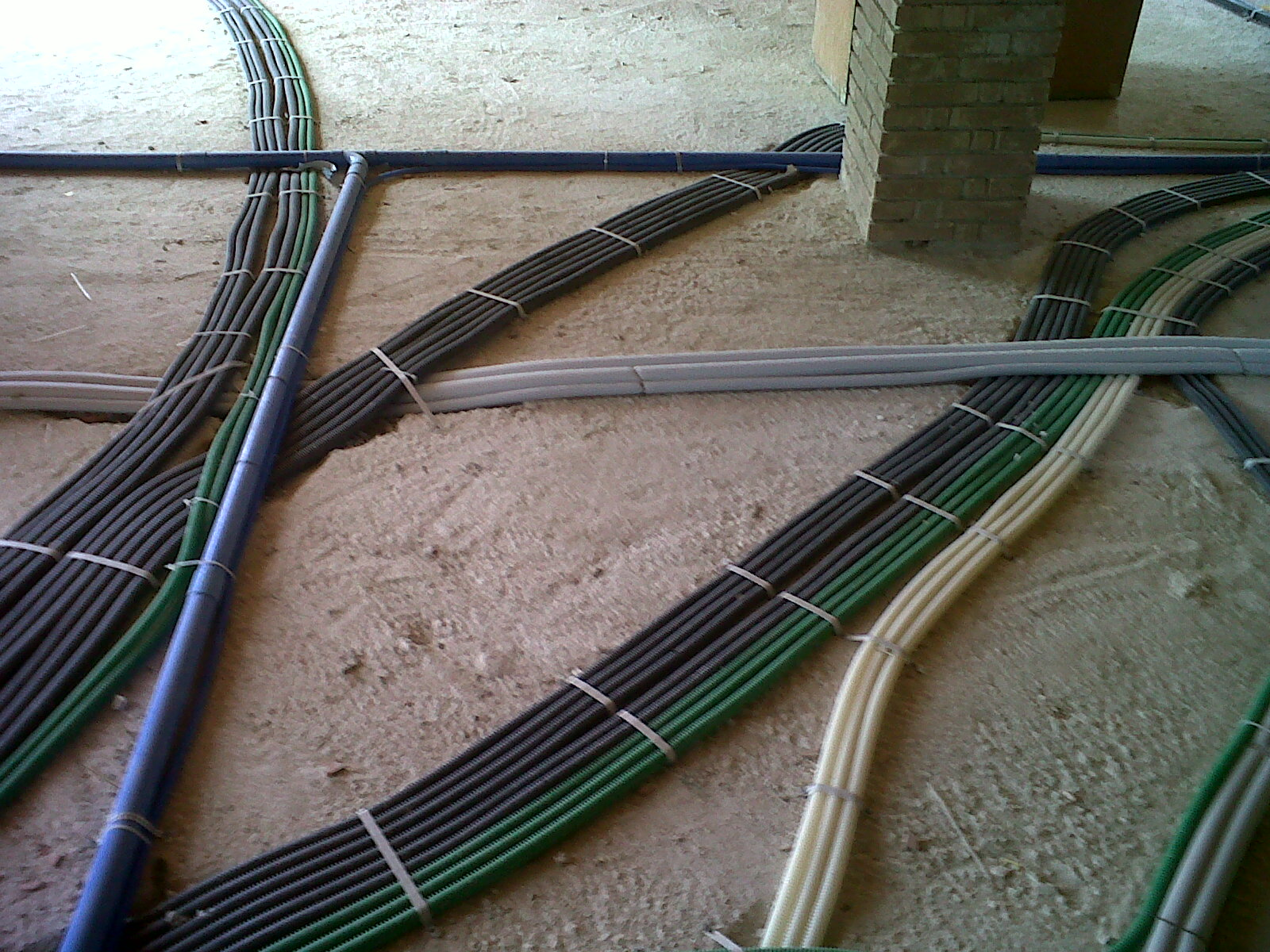
Tubi corrugati dell'impianto elettrico al suolo

La legge 5 marzo 1990, n. 46 regolava la progettazione degli impianti elettrici ed è stata sostituita poi completamente dal D.M. 37 del 22 gennaio 2008; tale decreto ministeriale stabilisce quali siano i soggetti abilitati a progettare e realizzare le principali tipologie di impianti relativi a tutti gli edifici e a quali obblighi e prescrizioni debbano attenersi tali soggetti.
Fondamentale nella progettazione, realizzazione e collaudo di un impianto elettrico sono le norme del Comitato Elettrotecnico Italiano (CEI) a metterlo in regola. Gli impianti elettrici in bassa tensione alimentati da un ente elettrocommerciale devono comprendere un impianto di messa a terra (sistema TT), in quanto necessario per la protezione dai contatti indiretti.